# Collegio di Lewes
Lewes è un collegio elettorale inglese situato nell'East Sussex rappresentato alla camera dei Comuni del parlamento del Regno Unito. Elegge un membro del parlamento con il sistema maggioritario a turno unico; l'attuale parlamentare è James MacCleary dei Liberal Democratici, che rappresenta il collegio dal 2024.

## Estensione

Il collegio di Lewes dal 2010 al 2024

- 1885–1918: il Municipal Borough di Brighton, le divisioni sessionali di Hove e Worthing, e parti delle divisioni sessionali di Lewes e Steyning.
- 1918–1950: il Municipal Borough di Lewes, i distretti urbani di Newhaven, Portslade-by-Sea e Seaford e i distretti rurali di Chailey, Newhaven e Steyning East.
- 1950–1955: il Municipal Borough di Lewes, i distretti urbani di Burgess Hill, Newhaven e Seaford, il distretto rurale di Chailey e parti dei distretti rurali di Cuckfield e Hailsham.
- 1955–1974: il Municipal Borough di Lewes, i distretti urbani di Burgess Hill, Newhaven e Seaford, il distretto rurale di Chailey e parte del distretto rurale di Cuckfield.
- 1974–1983: il Municipal Borough di Lewes, i distretti urbani di Newhaven e Seaford, il distretto rurale di Chailey e parte del distretto rurale di Hailsham.
- 1983–1997: il distretto di Lewes, e nel distretto di Wealden i ward di Alfriston, Arlington e East Dean.
- 1997–2010: i ward del distretto di Lewes di Barcombe, Chailey, Ditchling, Hamsey, Kingston, Lewes Bridge, Lewes Castle, Lewes Priory, Newhaven Denton, Newhaven Meeching, Newhaven Valley, Newick, Ouse Valley, Plumpton, Ringmer, Seaford Central, Seaford East, Seaford North, Seaford West e Wivelsfield, e i ward del distretto di Wealden di Alfriston, Arlington, Polegate North e Polegate South.
- 2010–2024: i ward del distretto di Lewes di Barcombe and Hamsey, Chailey and Wivelsfield, Ditchling and Westmeston, Kingston, Lewes Bridge, Lewes Castle, Lewes Priory, Newhaven Denton and Meeching, Newhaven Valley, Newick, Ouse Valley and Ringmer, Plumpton, Streat, East Chiltington and St John Without, Seaford Central, Seaford East, Seaford North, Seaford South e Seaford West, e i ward del distretto di Wealden di Alfriston, East Dean, Polegate North e Polegate South.
- dal 2024: i ward del distretto di Lewes di Ditchling and Westmeston, Kingston, Lewes Bridge, Lewes Castle, Lewes Priory, Newhaven North, Newhaven South, Ouse Valley and Ringmer, Plumpton, Streat, East Chiltington and St. John, Seaford Central, Seaford East, Seaford North, Seaford South e Seaford West, ed i ward del distretto di Wealden di Arlington, Lower Willingdon, Polegate Central, Polegate North, Polegate South and Willingdon Watermill, South Downs, Stone Cross e Upper Willingdon.

Il collegio è incentrato sulla città di Lewes, da cui prende il nome. Comprende tuttavia gran parte del distretto di Lewes, incluse le città costiere di Seaford e Newhaven, e parti del distretto di Wealden, che è maggiormente rurale o semi-rurale e sorge nelle parti esterne dell'area metropolitana di Londra.

## Membri del parlamento dal 1868
| Elezione | Elezione              | Deputato         | Partito             |
| -------- | --------------------- | ---------------- | ------------------- |
|          | 1868                  | Walter Pelham    | Liberale            |
|          | 1874                  | William Christie | Conservatore        |
| 1885     | Henry Aubrey-Fletcher |                  | Conservatore        |
| 1910 (S) | William Campion       |                  | Conservatore        |
| 1924 (S) | Tufton Percy Beamish  |                  | Conservatore        |
| 1931     | John de Vere Loder    |                  | Conservatore        |
| 1936 (S) | Tufton Percy Beamish  |                  | Conservatore        |
| 1945     | Tufton Victor Beamish |                  | Conservatore        |
| Feb 1974 | Tim Rathbone          |                  | Conservatore        |
|          | 1997                  | Norman Baker     | Liberal Democratici |
|          | 2015                  | Maria Caulfield  | Conservatore        |
|          | 2024                  | James MacCleary  | Liberal Democratici |

## Elezioni

### Elezioni negli anni 2020
| Partito                    | Partito                                         | Candidato                  | Risultati 4 luglio 2024 | Risultati 4 luglio 2024 |
| Partito                    | Partito                                         | Candidato                  | Voti                    | %                       |
| -------------------------- | ----------------------------------------------- | -------------------------- | ----------------------- | ----------------------- |
|                            | Lib Dem                                         | James MacCleary            | 26 895                  | 50,58                   |
|                            | Conservatore                                    | Maria Caulfield            | 14 271                  | 26,84                   |
|                            | Reform UK                                       | Bernard Brown              | 6 335                   | 11,91                   |
|                            | Laburista                                       | Danny Sweeney              | 3 574                   | 6,72                    |
|                            | Verde                                           | Paul Keene                 | 1 869                   | 3,51                    |
|                            | Social Democratico                              | Rowena Mary Easton         | 229                     | 0,43                    |
|                            |                                                 |                            |                         |                         |
| Iscritti                   | Iscritti                                        | Iscritti                   | 76 166                  | 100,00                  |
| ↳ Votanti (% su iscritti)  | ↳ Votanti (% su iscritti)                       | ↳ Votanti (% su iscritti)  | 53 338                  | 70,03                   |
| ↳ Astenuti (% su iscritti) | ↳ Astenuti (% su iscritti)                      | ↳ Astenuti (% su iscritti) | 22 828                  | 29,97                   |
|                            |                                                 |                            |                         |                         |
|                            | Esito: collegio passa da Conservatore a Lib Dem |                            |                         |                         |

### Elezioni negli anni 2010
| Partito                    | Partito                                   | Candidato                  | Risultati 12 dicembre 2019 | Risultati 12 dicembre 2019 |
| Partito                    | Partito                                   | Candidato                  | Voti                       | %                          |
| -------------------------- | ----------------------------------------- | -------------------------- | -------------------------- | -------------------------- |
|                            | Conservatore                              | Maria Caulfield            | 26 268                     | 47,89                      |
|                            | Lib Dem                                   | Oli Henman                 | 23 811                     | 43,41                      |
|                            | Laburista                                 | Kate Chappell              | 3 206                      | 5,84                       |
|                            | Verdi                                     | Johnny Denis               | 1 453                      | 2,65                       |
|                            | Indipendente                              | Paul Cragg                 | 113                        | 0,21                       |
|                            |                                           |                            |                            |                            |
| Iscritti                   | Iscritti                                  | Iscritti                   | 71 503                     | 100,00                     |
| ↳ Votanti (% su iscritti)  | ↳ Votanti (% su iscritti)                 | ↳ Votanti (% su iscritti)  | 54 851                     | 76,71                      |
| ↳ Astenuti (% su iscritti) | ↳ Astenuti (% su iscritti)                | ↳ Astenuti (% su iscritti) | 16 652                     | 23,29                      |
|                            |                                           |                            |                            |                            |
|                            | Esito: collegio confermato a Conservatore |                            |                            |                            |

| Partito                    | Partito                                   | Candidato                  | Risultati 8 giugno 2017 | Risultati 8 giugno 2017 |
| Partito                    | Partito                                   | Candidato                  | Voti                    | %                       |
| -------------------------- | ----------------------------------------- | -------------------------- | ----------------------- | ----------------------- |
|                            | Conservatore                              | Maria Caulfield            | 26 820                  | 49,49                   |
|                            | Lib Dem                                   | Kelly-Marie Blundell       | 21 312                  | 39,33                   |
|                            | Laburista                                 | Daniel Chapman             | 6 060                   | 11,18                   |
|                            |                                           |                            |                         |                         |
| Iscritti                   | Iscritti                                  | Iscritti                   | 71 109                  | 100,00                  |
| ↳ Votanti (% su iscritti)  | ↳ Votanti (% su iscritti)                 | ↳ Votanti (% su iscritti)  | 54 328                  | 76,40                   |
| ↳ Astenuti (% su iscritti) | ↳ Astenuti (% su iscritti)                | ↳ Astenuti (% su iscritti) | 16 781                  | 23,60                   |
|                            |                                           |                            |                         |                         |
|                            | Esito: collegio confermato a Conservatore |                            |                         |                         |

| Partito                    | Partito                                         | Candidato                  | Risultati 7 maggio 2015 | Risultati 7 maggio 2015 |
| Partito                    | Partito                                         | Candidato                  | Voti                    | %                       |
| -------------------------- | ----------------------------------------------- | -------------------------- | ----------------------- | ----------------------- |
|                            | Conservatore                                    | Maria Caulfield            | 19 206                  | 38,00                   |
|                            | Lib Dem                                         | Norman Baker               | 18 123                  | 35,86                   |
|                            | UKIP                                            | Ray Finch                  | 5 427                   | 10,74                   |
|                            | Laburista                                       | Lloyd Russell-Moyle        | 5 000                   | 9,89                    |
|                            | Verdi                                           | Alfie Stirling             | 2 784                   | 5,51                    |
|                            |                                                 |                            |                         |                         |
| Iscritti                   | Iscritti                                        | Iscritti                   | 69 518                  | 100,00                  |
| ↳ Votanti (% su iscritti)  | ↳ Votanti (% su iscritti)                       | ↳ Votanti (% su iscritti)  | 50 540                  | 72,70                   |
| ↳ Astenuti (% su iscritti) | ↳ Astenuti (% su iscritti)                      | ↳ Astenuti (% su iscritti) | 18 978                  | 27,30                   |
|                            |                                                 |                            |                         |                         |
|                            | Esito: collegio passa da Lib Dem a Conservatore |                            |                         |                         |

| Partito                    | Partito                              | Candidato                  | Risultati 6 maggio 2010 | Risultati 6 maggio 2010 |
| Partito                    | Partito                              | Candidato                  | Voti                    | %                       |
| -------------------------- | ------------------------------------ | -------------------------- | ----------------------- | ----------------------- |
|                            | Lib Dem                              | Norman Baker               | 26 048                  | 52,00                   |
|                            | Conservatore                         | Jason Sugarman             | 18 401                  | 36,74                   |
|                            | Laburista                            | Hratche Koundarjian        | 2 508                   | 5,01                    |
|                            | UKIP                                 | Peter Charlton             | 1 728                   | 3,45                    |
|                            | Verdi                                | Susan Murray               | 729                     | 1,46                    |
|                            | BNP                                  | David Lloyd                | 594                     | 1,19                    |
|                            | Indipendente                         | Ondrej Soucek              | 80                      | 0,16                    |
|                            |                                      |                            |                         |                         |
| Iscritti                   | Iscritti                             | Iscritti                   | 68 707                  | 100,00                  |
| ↳ Votanti (% su iscritti)  | ↳ Votanti (% su iscritti)            | ↳ Votanti (% su iscritti)  | 50 088                  | 72,90                   |
| ↳ Astenuti (% su iscritti) | ↳ Astenuti (% su iscritti)           | ↳ Astenuti (% su iscritti) | 18 619                  | 27,10                   |
|                            |                                      |                            |                         |                         |
|                            | Esito: collegio confermato a Lib Dem |                            |                         |                         |

### Elezioni negli anni 2000
| Partito                    | Partito                              | Candidato                  | Risultati 5 maggio 2005 | Risultati 5 maggio 2005 |
| Partito                    | Partito                              | Candidato                  | Voti                    | %                       |
| -------------------------- | ------------------------------------ | -------------------------- | ----------------------- | ----------------------- |
|                            | Lib Dem                              | Norman Baker               | 24 376                  | 52,36                   |
|                            | Conservatore                         | Rory Love                  | 15 902                  | 34,16                   |
|                            | Laburista                            | Richard Black              | 4 169                   | 8,96                    |
|                            | Verdi                                | Susan Murray               | 1 071                   | 2,30                    |
|                            | UKIP                                 | John Petley                | 1 034                   | 2,22                    |
|                            |                                      |                            |                         |                         |
| Iscritti                   | Iscritti                             | Iscritti                   | 67 077                  | 100,00                  |
| ↳ Votanti (% su iscritti)  | ↳ Votanti (% su iscritti)            | ↳ Votanti (% su iscritti)  | 46 552                  | 69,40                   |
| ↳ Astenuti (% su iscritti) | ↳ Astenuti (% su iscritti)           | ↳ Astenuti (% su iscritti) | 20 525                  | 30,60                   |
|                            |                                      |                            |                         |                         |
|                            | Esito: collegio confermato a Lib Dem |                            |                         |                         |

| Partito                    | Partito                              | Candidato                  | Risultati 7 giugno 2001 | Risultati 7 giugno 2001 |
| Partito                    | Partito                              | Candidato                  | Voti                    | %                       |
| -------------------------- | ------------------------------------ | -------------------------- | ----------------------- | ----------------------- |
|                            | Lib Dem                              | Norman Baker               | 25 588                  | 56,32                   |
|                            | Conservatore                         | Simon Sinnatt              | 15 878                  | 34,95                   |
|                            | Laburista                            | Paul Richards              | 3 317                   | 7,30                    |
|                            | UKIP                                 | John Harvey                | 650                     | 1,43                    |
|                            |                                      |                            |                         |                         |
| Iscritti                   | Iscritti                             | Iscritti                   | 66 325                  | 100,00                  |
| ↳ Votanti (% su iscritti)  | ↳ Votanti (% su iscritti)            | ↳ Votanti (% su iscritti)  | 45 433                  | 68,50                   |
| ↳ Astenuti (% su iscritti) | ↳ Astenuti (% su iscritti)           | ↳ Astenuti (% su iscritti) | 20 892                  | 31,50                   |
|                            |                                      |                            |                         |                         |
|                            | Esito: collegio confermato a Lib Dem |                            |                         |                         |

## Risultati dei referendum

### Referendum sulla permanenza del Regno Unito nell'Unione europea del 2016
|             | Collegio    | Lasciare UE % | Rimanere in UE % |
| ----------- | ----------- | ------------- | ---------------- |
|             | Lewes       | 46,9%         | 53,1%            |
|             | Inghilterra | 53,3%         | 46,7%            |
| Regno Unito | 51,9%       | 48,1%         |                  |